# Gabija Ryškuvienė
Gabija Jaraminaitė-Ryškuvienė est une actrice lituanienne.

## Filmographie
- 2012 : Vanishing Waves : le docteur
- 2013 : Single Valentine : Rasa

## Récompenses et distinctions
- Meilleure actrice lituanienne lors du Festival international du film de Vilnius de 2009.